# 나인수
나인수(1934년 12월 30일 ~ )는 대한민국의 정치인이다. 제1대 나주시장을 역임했다.

## 역대 선거 결과
|  | 45.12% |

|  | 49.28% |